# Stade Olympique de la Pontaise
Stade Olympique de la Pontaise är en idrottsarena i Lausanne, Schweiz. Arenan tar 15 850 åskådare och byggdes 1904. Under VM i fotboll 1954 spelades fem matcher här.
Arenan används främst för fotbollsmatcher med FC Lausanne-Sport. Diamond League-deltävlingaen Athletissima Lausanne hålls också här.

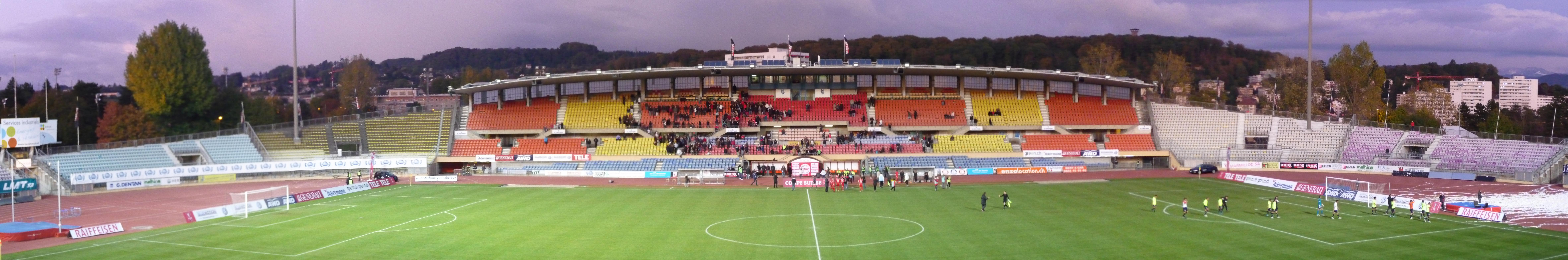
Tribune North